# Six Jours de Townsville
Les Six Jours de Townsville sont une course cycliste de six jours disputée à Townsville, en Australie. Une seule édition a eu lieu en 1962.

## Palmarès
| Année | Vainqueur                   | Deuxième                   | Troisième                 |
| ----- | --------------------------- | -------------------------- | ------------------------- |
| 1962  | Barry Lowe Sydney Patterson | Ronald Claus Ronald Murray | Orazio Damico Nino Solari |